# Luca Drudi
Luca Drudi (ur. 11 maja 1962 w Rimini) – włoski kierowca wyścigowy.

## Kariera
Drudi rozpoczął karierę w wyścigach samochodowych w 1987 roku od startów we  Włoskiej Formule 3, gdzie jednak nie zdobywał punktów. W późniejszych latach Włoch pojawiał się także w stawce Renault Clio Cup Italy, Renault Clio International Cup, 6 Hours of Vallelunga, Global GT Championship, IMSA World Sports Car Championship, FIA GT Championship, 24-godzinnego wyścigu Le Mans, Renault Sport Clio Trophy, Sports Racing World Cup, Grand American Sports Car Series, American Le Mans Series, Le Mans Endurance Series, Le Mans Series, Mil Milhas Brasil oraz Grand American Rolex Series.